# كازوماسا تسوجيموتو
كازوماسا تسوجيموتو (مواليد 6 يناير 1975) هو ملاكم ياباني، مثّل بلاده في الألعاب الأولمبية الصيفية في دورتي 1996 و2000.

## روابط خارجية
كازوماسا تسوجيموتو على موقع اللجنة الأولمبية الدولية (الإنجليزية)
- كازوماسا تسوجيموتو على موقع أوليمبيديا (الإنجليزية)